# Anurolimnas viridis
La polluela coronirrufa (Anurolimnas viridis), también denominada polla o polluela cabecirrufa (en Colombia), polluela coronirrojiza (en Ecuador),  gallineta de corona rufa (en Perú), burrito castaño (en Paraguay), cotarita corona rufa (en Venezuela) o burrito de cara gris, es una especie de ave gruiforme de la familia Rallidae. Es nativa de Sudamérica. Existe considerable divergencia entre los autores y clasificaciones, algunos la colocan en el género Laterallus y otros en un género resucitado Rafirallus.

## Distribución y hábitat
Se encuentra en Bolivia, Brasil, Colombia, Ecuador, la Guayana francesa, Guyana, Paraguay, Perú, Surinam y Venezuela. 
Sus hábitats naturales son las sabanas tropicales estacionalmente inundables y los herbazales húmedos.